# 남원 금남재
남원 금남재(南原 錦南齋)는 대한민국 전북특별자치도 남원시 노암동에 있는 재실이다. 1973년 6월 23일 전북특별자치도의 기념물 제15호로 지정되었다.

## 개요
조선 전기 문신인 금남 오응(1422∼1470) 선생이 할아버지의 묘 근처에 세운 재실이다. 지은 시기는 정확히 알 수 없으나 오응 선생의 호가 금남이라서 ‘금남재’라 불렀다.
오응의 할아버지는 4도 관찰사를 지낸 오상덕 선생으로 황희 정승의 매형이다. 그런 인연으로 황희 정승을 모시고 있는 대강면 풍산서원에서 함께 제향하여 오다가 자기 조상을 남의 가문에서 계속 모시게 할 수 없다고 하여 오씨 문중에서 금남재 옆에 '술산사'를 지어 따로 모시게 되었다고 한다.
1m 높이의 축대 위에 서 있는 이 건물의 지붕은 옆면에서 볼 때 사람 인(人)자 모양을 한 맞배지붕으로 꾸몄다. 一자형 안채 건물 좌우에 각각 3칸의 건물을 달아 전체적으로 ㄷ자형 구조를 하고 있다.

## 참고 자료
- 남원금남재 - 국가유산청 국가유산포털